# Lori de Goldie
La cotorra de Goldie (Glossoptilus goldiei) és una espècie d'au de la família dels psitàcids (Psittacidae) que habita zones boscoses de muntanya de Nova Guinea.
El 1882, Richard Bowdler Sharpe va encunyar el binomi Trichoglossus goldiei. Després va ser classificat Psitteuteles goldiei i finalment el 2020 es va transferir al seu propi gènere Glossoptilus després de la publicació d'un estudi filogenètic dels loris.